# Varkenshaaien
Varkenshaaien (Heterodontiformes) zijn een orde haaien. Het is een orde van slechts één familie, de Heterodontidae..

## Algemene kenmerken
Varkenshaaien hebben 2 rugvinnen, een aarsvin en 5 kieuwspleten. De rugvinnen zijn beide voorzien zijn van een stekel. De ogen hebben geen derde ooglid. Een klein spuitgat is aanwezig.  Ze worden tot 165 cm lang.

## Taxonomie
- Orde: Heterodontiformes (Varkenshaaien)
  -  Familie: Heterodontidae (Gray, 1851)

Bakerhaaien (Orectolobiformes) · Doornhaaiachtigen (Squaliformes) · Echinorhiniformes · Grauwe haaien (Hexanchiformes) · Makreelhaaien (Lamniformes) · Grondhaaien (Carcharhiniformes) · Zee-engelen (Squatiniformes) · Varkenshaaien (Heterodontiformes) · Zaaghaaien (Pristiophoriformes)